# 1800年代
1800年代（せんはっぴゃくねんだい）は、
1. 西暦（グレゴリオ暦）1800年から1809年までの10年間を指す十年紀。本項で詳述する。
2. 西暦1800年から1899年までの100年間を指す。19世紀とほぼ同じ意味であるが、開始と終了の年が1年ずれている。

## できごと

### 1800年
- 1799年か1800年に最後のブルーバックが絶滅した。
- ギリシャ人国家イオニア七島連邦国が成立。
- 伊能忠敬、蝦夷地を測量。
- アレッサンドロ・ボルタがボルタ電池を開発。
- 3月14日 - ピウス7世、ローマ教皇に選出される。
- 武装中立同盟（-1801年）。

### 1801年
19世紀の開始年
- 1月1日 - 小惑星ケレスが発見される。
- 2月9日 - リュネヴィルの和約。
- 3月4日 - トーマス・ジェファーソン、アメリカ合衆国第3代大統領に就任。
- 3月21日 - フランス、旧トスカーナ大公国の継承国としてエトルリア王国創設。
- 4月2日 - コペンハーゲンの海戦。
- カール・フリードリヒ・ガウス、『整数論の研究』出版。複素数表記の導入。

### 1802年
- 徳川幕府、蝦夷奉行を置く（後に箱館奉行となる）。
- 2月5日 - 日本、改元して享和元年。
- 3月25日 - アミアンの和約、イギリスとフランスの休戦。

### 1803年
- 2月25日 - 帝国代表者会議主要決議。
- アメリカ合衆国、フランスから1500万ドルでルイジアナを購入。

### 1804年
- 2月11日 - 日本、改元して文化元年。
- 12月2日 - ナポレオン・ボナパルト、フランス皇帝となる。

### 1805年
- 5月17日 - ムハンマド・アリーがエジプト総督に就任。
- 10月21日、トラファルガーの海戦。

### 1806年
- フランス、大陸封鎖令を発布。
- 神聖ローマ帝国の終焉。

### 1807年
- イェーナの戦い。
- ゲオルク・ヘーゲル、『精神現象学』出版。
- ティルジット条約。
- ワルシャワ公国の設置（- 1815年）。
- 8月17日 -  ロバート・フルトンが、外輪式蒸気船「クラーモント号」の試運転に成功。
- 9月 - コペンハーゲンの海戦。
- 英露戦争（-1812年）。
- 11月 - ポルトガルのブラガンサ王朝、ブラジルへと逃亡。
- 12月、エトルリア王国廃止、フランス帝国に併合される。
- 西蝦夷地を幕府直轄化、全蝦夷地が直轄化される。箱館奉行を廃止し松前奉行を置く。

### 1808年
- 1月 - ブラガンサ王朝、ブラジルに到着。
- 3月 - ブラガンサ王朝、リオデジャネイロを首都と定める。
- 10月 - フェートン号事件。
- 12月22日 - ベートーヴェン、交響曲第5番（運命交響曲）初演。
- ジョゼフ・ボナパルト、スペイン王となる。
- ロシア・スウェーデン戦争（-1809年）。
- イベリア半島戦争（-1813年）。
- ヨハン・ヴォルフガング・フォン・ゲーテ、『ファウスト』第1部出版。
- アメリカ、奴隷貿易を禁止。
- 間宮林蔵、樺太を探検。

### 1809年
- ヴァグラムの戦い。
- ナポレオン・ボナパルト、ジョゼフィーヌと離婚し、ハプスブルク皇女マリー・ルイーズと結婚。